# سكتة دماغية
السكتة الدماغية أو السكتة أو الحادثة الدماغية الوعائية أو الجلطة الدماغية، هي عند نقص تدفّق الدم وتغذيته إلى أحد أجزاء الدماغ والذي يؤدي إلى موت الخلايا. هناك نوعان رئيسيان من السكتة الدماغية،: السكتة الدماغية الإقفارية، وهي بسبب نقص تدفق الدم، والسكتة الدماغية النزفية، وهي بسبب النزيف الدماغي. يؤدي هذا إلى ألّا يعمل جزء من الدماغ بشكل سليم. وقد تشمل علامات وأعراض السكتة الدماغية عدم القدرة على تحريك أو الشعور بأحد أطراف الجسم، ومشاكل الفهم أو الكلام، والشعور بالدوران، وعدم القدرة على رؤية جانب واحد من المجال البصري. غالبًا ما تظهر الأعراض خلال وقت قصير من حدوث السكتة الدماغية. إذا استمرت الأعراض لأقل من ساعة أو ساعتين تُعرَّف الحالة كنوبة نقص تروية عابرة. قد يرافق السكتة الدماغية النزفية صداع شديد. قد تكون أعراض السكتة الدماغية دائمة وقد تشمل المضاعفات طويلة الأمد الالتهاب الرئوي أو فقدان السيطرة على المثانة البولية.
عامل الخطر الرئيسي للسكتة الدماغية هو فرط ضغط الدم. وتشمل عوامل الخطر الأخرى التدخين، والسمنة، وارتفاع نسبة الكوليسترول في الدم، داء السكري، نوبة نقص تروية عابرة سابقة، والرجفان الأذيني وغيرها. تنتج السكتة الدماغية الإقفارية من انسداد أحد الأوعية الدموية، أما السكتة الدماغية النزفية فتنتج من نزيف إما مباشرة للدماغ أو للفراغ المحيط بالدماغ. قد يحدث النزيف نتيجة لأمهات الدم الدماغية. عادة ما يتم التشخيص باستخدام التصوير الطبي مثل التصوير المقطعي المحوسب أو التصوير بالرنين المغناطيسي بالإضافة للفحص السريري. يتم القيام بفحوصات أخرى مثل تخطيط كهربية القلب وفحوصات الدم لتقدير عوامل الخطر واستبعاد أسباب محتملة أخرى. قد يؤدي نقص سكر الدم إلى أعراض مشابهة.
تشمل الوقاية تقليل عوامل الاختطار وكذلك ربما الأسبرين، الستاتينات، عملية جراحية لفتح الشرايين للدماغ في الذين يعانون من مشكلة التضيّق، ووارفارين في الذين يعانون كذلك من الرجفان الأذيني غالبّا ما تتطلب السكتة الدماغية الرعاية في العناية الطارئة. يمكن معالجة السكتة الدماغية الإقفارية بالأدوية التي تعمل على انحلال الخثرة في حال تم تشخيص السكتة خلال 3 حتى 4 ساعات ونصف. ينبغي استخدام الأسبرين. قد يستفيد بعض المصابون بالسكتة الدماغية النزفية من العملية الجراحية. ويسمى العلاج لمحاولة استعادة وظائف فُقدت إعادة التأهيل بعد سكتة دماغية وبشكل مثالي يكون هذا العلاج في وحدة سكتة دماغية؛ ومع ذلك هذه الوحدات غير متوفرة في كثير من أنحاء العالم.
في عام 2013، كان ما يقرب من 6.9 مليون شخص مصابًا بالسكتة الدماغية، وكان 3.4 مليون شخص مصاب بالسكتة الدماغية النزفية. وفي عام 2010 كان هناك حوالي 33 مليون شخص الذين قد سبق لهم الإصابة بسكتة دماغية وكانت لا تزال على قيد الحياة. بين عامي 1990 و 2010 عدد السكتات الدماغية التي وقعت انخفض كل عام ما يقرب من 10% في الدول المتقدمة وزيادة بنسبة 10% في العالم النامي. في عام 2013، كانت السكتة الدماغية السبب الثاني الأكثر شيوعا للوفاة بعد أمراض الشريان التاجي، وهو ما يمثل 6.4 مليون حالة وفاة (12% من المجموع). ما يقرب من نصف الناس الذين لديهم سكتة دماغية تبقى على قيد الحياة لمدة أقل من سنة واحدة. وبشكل عام، حدثت ثلثي السكتات الدماغية في من هم فوق 65 سنة من العمر.

## تصنيف

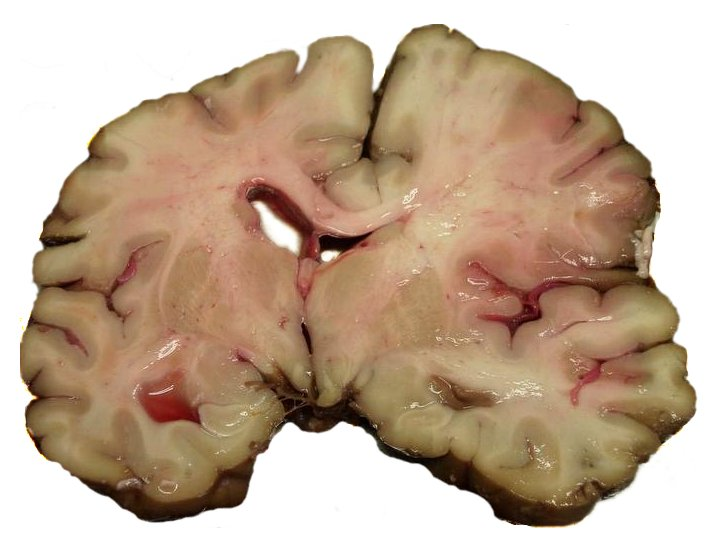
شريحة دماغ من تشريح جثة شخص مع سكتة دماغية حادة نتيجة لانسداد الشريان الدماغي الأوسط

يمكن تصنيف السكتات الدماغية إلى فئتين رئيسيتين: إقفارية ونزفية. تنتج السكتات الدماغية الإقفارية من اضطراب في تدفّق الدم إلى الدماغ، بينما تنتج سكتات الدماغ النزفية من تمزّق أحد الأوعية الدموية أو بنية غير طبيعية للأوعية الدموية. حوالي %87 من السكتات الدماغية هي إقفارية، والباقي نزفية. قد يتطور كذلك النزيف خلال المناطق الداخلية من الإقفار، وهي حالة تُعرف باسم «التحوُّل النزيفي». من غير المعروف ما هي نسبة السكتات الدماغية النزفية التي تبدأ كسكتة دماغية إقفارية.

### تعريف
بالرغم من قدم كلمة سكتة، حيث يعود استعمالها إلى قرون قديمة، ففي سبعينيات القرن العشرين، عرّفت منظمة الصحة العالمية السكتة الدماغية على أنها «خلل في الجهاز العصبي نتيجة خلل في الدورة الدموية للمخ يستمر لأكثر من 24 ساعة أو يسبب الوفاة في غضون 24 ساعة». كان من المفروض أن يعكس هذا التعريف عكوسية الضرر النسيجي وابتُكر لهذا الغرض، مع اختيار الإطار الزمني 24 ساعة بشكل تعسفي. يفصل حد الـ 24 ساعة بين السكتة الدماغية ونوبة نقص التروية العابرة، والتي هي متلازمة ذات علاقة بالسكتة الدماغية التي تنتهي أعراضها خلال أقل من 24 ساعة. مع توافر العلاجات التي يمكن أن تقلل من حدة السكتة الدماغية عند إعطائها في وقت مبكر، يفضل الكثيرون استخدام مصطلحات بديلة، مثل نوبة دماغية أو متلازمة وعائية دماغية إقفارية حادة (على غرار النوبة القلبية ومتلازمة الشريان التاجي الحادة، على التوالي)، لتعكس العَجلة في أعراض السكتة الدماغية والحاجة إلى التصرف بسرعة.

### السكتة الدماغية الاسكيمية أو ذات نقص التروية (Ischemic Stroke)
في السكتة الدماغية الاسكيمية أو ذات نقص التروية (Ischemic Stroke)، ينخفض تدفق الدم إلى أحد أجزاء الدماغ، مما يؤدي إلى خلل في وظيفة النسيج الدماغي في تلك المنطقة. هناك أربعة أسباب لحدوث ذلك:
1. خُثار (انسداد أحد الأوعية الدموية عن طريق خثرة دم تتشكّل محليًّا)
2. إنصمام (انسداد بسبب صِمّة من مكان آخر في الجسم، انظر أدناه)[5]
3. نقص انسياب الدم المجموعي (انخفاض عام في تدفّق الدم، على سبيل المثال، في حالة صدمة)[16]
4. خُثار وريدي[17]

هناك فئتان رئيسيتان من السكتات الدماغية. الإقفارية (أعلى)، التي تسببها عادة جلطة دموية في الشريان (1a) مما يؤدي إلى موت الدماغ في المنطقة المصابة (2b). النزفية (أسفل)، الناجمة عن تسرب الدم إلى أو حول الدماغ من أوعية دموية تمزق (1b) مما يسمح للدم بالتجمع في المنطقة المصابة (2b) مما يزيد من الضغط على الدماغ.

تدعى السكتة الدماغية دون تفسير واضح «سكتة دماغية مجهولة السبب»؛ تشكّل هذه %40-30 من مجمل السكتات الدماغية الإقفارية.
هناك عدة أنظمة تصنيف للسكتات الدماغية الحادة. يعتمد تصنيف مشروع السكتة الدماغية لمجتمع أكسفورد (OCSP، كما ويعرف باسم تصنيف بامفورد أو تصنيف أكسفورد) بشكل أساسي على الأعراض الأولية؛ يعتمد على درجة الأعراض، تصنّف السكتة الدماغية لاحتشاء كامل للدورة الأمامية، أو احتشاء جزئي للدورة الأمامية، أو احتشاء جوبي، أو احتشاء الدورة الخلفية.
وتتوقع هذه الكيانات الأربعة مدى السكتة الدماغية، ومنطقة الدماغ التي تتأثر، والسبب الكامن وراء حدوثها والتقدم. ويستند تصنيف TOAST (تجربة Org 10172 في علاج السكتة الدماغية الحادة) على الأعراض السريرية وكذلك على نتائج المزيد من التحقيقات. على هذا الأساس، تصنف السكتة الدماغية أنها نتيجة الي: (1) الجلطة أو الانسداد نتيجة لتصلب الشرايين في الشريان كبير، (2) والانسداد الذي ينشأ في القلب، (3) انسداد كامل في أحد الاوعية الدموية الصغيرة، (4) سبب محدد آخر، (5) اسباب غير محددة (سببين محتملين، لا يوجد سبب محدد، أو التحقيقات ناقصة). مستخدمي العقاقير المنشطة مثل الكوكايين والميثامفيتامين هم في خطر عالي لحدوث الجلطات.

### النزفية

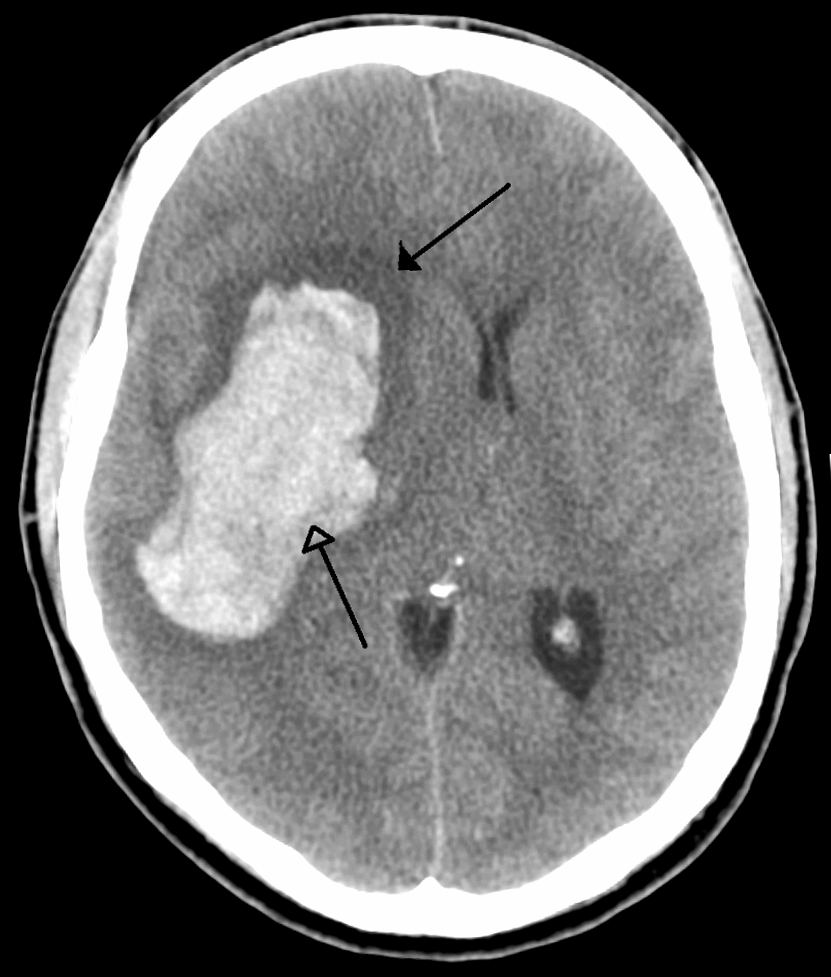
الأشعة المقطعية لنزيف موجود داخل المخيخ (السهم السفلي) مع توضيح الوذمة (السهم العلوي)

المقالات الرئيسية: نزف مخي ونزف تحت العنكبوتية.
هناك نوعان رئيسيان من السكتة الدماغية النزفية:
1) نزيف داخل المخ، وهو نزيف داخل الدماغ نفسه (عندما ينفجر شريان في الدماغ، يغمر الأنسجة المحيطة بالدم)، إما بسبب نزيف داخل القصبة (نزيف داخل أنسجة المخ) أو نزيف داخل البطين (نزيف داخل البطين).
2) نزيف تحت العنكبوتية، وهو نزيف يحدث بشكل أساسي خارج أنسجة المخ ولكن لا يزال داخل الجمجمة، وبالتحديد بين الأم العنكبوتية وأم حنون (الطبقة الأعمق الحساسة للطبقات الثلاث من السحايا التي تحيط بالمخ).
النزيف داخل الجمجمة هو تراكم الدم في أي مكان داخل قبو في الجمجمة. الأنواع الرئيسية من النزيف داخل الجمجمة هي ورم دموي فوق الجافية (النزيف بين الأم الجافية والجمجمة)، ورم دموي تحت الجافية (في الفضاء تحت الجافية) ونزيف تحت العنكبوتية (بين أم عنكبوتية والأم الحنون).
ونزيف في المخ ونزيف داخل أنسجة المخ. ونزيف المخ يمكن أن يكون إما بسبب نزيف داخل المخيخ أو النزيف داخل البطيني (الدم في نظام البطين). معظم متلازمات السكتة الدماغية النزفية لديهم أعراض محددة وخاصة الصداع، أو أن يكون دليلا على وجود إصابة سابقة في الرأس).

## العلامات والأعراض
تبدأ أعراض السكتة الدماغية عادة بشكل مفاجئ، خلال ثواني حتى دقائق، وفي معظم الحالات لا تستمر في التقدّم. تتعلّق الأعراض حسب المنطقة المُصابة في الدماغ. كلما كان نطاق الإصابة أوسع، من المرجّح فقدان أكثر وظائف مخية. بعض أشكال السكتة الدماغية قد تؤدي إلى أعراض إضافية. على سبيل المثال، في النزف داخل المخ، قد تضغط المنطقة المُصابة على مناطق أخرى.

## التشخيص المبكر
لقد تم اقتراح أنظمة مختلفة لزيادة القدرة على تمييز السكتة الدماغية. هناك استنتاجات وملاحظات بدرجات مختلفة قادرة على التنبؤ بوجود أو عدم وجود السكتة الدماغية مثلاً: ضعف عضلات الوجه، صعوبة في الكلام، عدم قدره على تحريك الذراع "
ومن الأنظمة المقترحة للكشف عن السكتة الدماغية نظام «فاست» (الوجه، الكلام، الذراع، الوقت) الذي تنادي به وزارة الصحة (المملكة المتحدة) وجمعية السكتة الدماغية، ورابطة الجلطة الدماغيه الأمريكية، واللجنة الوطنية للسكتة الدماغية جمعية (US)، فمن المستحسن استخدام هذه النظام من قبل الإرشادات المهنية.
أما بالنسبة للأشخاص المحولون إلى غرفة الطوارئ يعتبر الاكتشاف المبكر مهم في تشخيص السكتة الدماغية بحيث تكون فرصة العلاج واجراء الاختبارات التشخيصية أسرع.

### أعراض فرعية
المنطقة المصابة من الدماغ تحتوي على واحد من ثلاثة مسارات، في الجهاز العصبي المركزي، السبيل القشري النخاعي، والعمود الظهري (الفتيل وسطي)، ويمكن أن تشمل الأعراض إذا اصيب خلل في إحدى هذه المسارات.
شلل نصفي وضعف العضلات في الوجه، التنميل، انخفاض الحسي أو الإحساس، ترهل الأولي (انخفاض قوة العضلات)، أو محلها التشنج (زيادة قوة العضلات)، وردود الفعل المفرطة،
في معظم الحالات، الأعراض تؤثر على جانب واحد فقط من الجسم (من جانب واحد). تبعاً لذلك الجزء المتضرر من الدماغ، وعادةً ما يكون الخلل في الدماغ على الجانب الآخر من الجسم. ومع ذلك فان هذه المسارات تسلك أيضاً في الحبل الشوكي وأي آفة يمكن أن تنتج أيضاً هذه الأعراض، فبالتالي وجود أي من هذه الأعراض لا تشير بالضرورة إلى السكتة الدماغية.
إن جذع الدماغ الذي يعطي أكثر من اثني عشر عصب من الأعصاب القحفية. فبالتالي إن السكتة الدماغية إذا حدثت في جذع الدماغ يمكن أن تنتج الأعراض المتعلقة في العجز في الأعصاب القحفية ومنها:
- الرائحة المتغيرة، الذوق، السمع، أو رؤية (كلي أو جزئي)
- تدلي الجفن (إطراق) وضعف عضلات العين
- انخفضت ردود الفعل: أسكت، ابتلاع، تلميذ التفاعل للضوء
- تناقص الإحساس وضعف عضلات الوجه
- مشاكل في التوازن
- تغير النفس ومعدل ضربات القلب
- ضعف في عضلة القصية الترقوية الخشائية مع عدم القدرة على تحويل الرأس إلى جانب واحد

إذا كان الأمر ينطوي وحدثت السكتة في القشرة الدماغية، فمن الممكن أن تتأثر مسارات الجهاز العصبي المركزي، ولكن أيضاً يمكن أن تنتج الأعراض التالية:
- فقدان القدرة على الكلام (صعوبة في التعبير اللفظي والإدراك السمعي، القراءة و / أو الكتابة، منطقة بروكا أو فيرنيك تشارك عادة)

مثلاً القدرة على اللفظ «تحريك الشفاه» (اضطراب الكلام الحركي الناتجة عن الإصابة العصبية)
- تعذر الأداء الحركي (تغيير الحركات الاراديه)
- يتاثر البصر
- العجز في الذاكرة (اشتراك الفص الصدغي)
- التفكير مشوش، والارتباك، والإيماءات
- إذاً المخيخ هو المتاثر يمكن أن تظهر الأعراض التالية للمريض
- تغير في طريقة المشي
- لايوجد تنسيق بين الحركات
- الدوار واختلال التوازن ضعف في اللسان (تحريكه من جانب إلى آخر)

### الأعراض المصاحبة
فقدان الوعي، والصداع، والقيء عادة ما يحدث في كثير من الأحيان في إصابتهم بسكتات دماغية نزفية أكثر ما تكون اسكيمية الدم بسبب زيادة الضغط داخل الجمجمة الذي يعمل على زيادة ضغط الدماغ.
إذا كانت الأعراض القصوى في البداية، من المرجح أن يكون نزيف تحت العنكبوتية أو السكتة الدماغية الصمية السبب.

### اضطراب الإلغاء المكاني والقياسات السيكومترية
الإهمال المكاني أو الإلغاء المكاني إهمال حيزي نصفي هي متلازمة معرفية-سلوكية قد تحدث بعد الجلطات وإصابات الدماغ. ويشمل الإهمال المكاني وعدم القدرة على الإدراك المكاني ذلك الضعف في معرفة اليمين والشمال وعدم القدرة أو الإستدلال على الأماكن التي كانت مألوفة قبل السكتة الدماغية أو قبل تضرر الدماغ. وقد يكون هذا القصور الوظيفي الإدراكي مؤقت بعد الجلطات أو دائم. وهذه القدرة الإدراكية تحتاج على قياسات سيكومترية متخصصة لرصدها وإدخالها ضمن البرنامج العلاجي النفسي والتأهيلي.
ويعد قياس الإلغاء المكاني عنصرا جوهريا يجب قياسه ومراعاته مع أولئك الناجين من الجلطات وممن سيعود لممارسة حياته اليومية بفاعلية. ولنا أن نتصور عودة مريض الجلطة لقيادة السيارة في الشوارع العامة دون خضوعه لإختبارات الإلغاء المكاني وما قد يسببه من خطر على نفسه وعلى الآخرين. ويحتاج الإلغاء المكاني إلى متابعة وقياس تتبعي بعد الجلطات وضمن العيادات الخارجية للتأهيل النفسي للمريض. وفي دراسة علمية قام بها محمد مرعي القحطاني على الناجين من جلطات الدماغ وضمن متابعتهم في عيادات التأهيل النفسي فقد وجد أن نسبة من المرضى تمتد بين 20% إلى 40% يعانون من اضطراب التجاهل أو الإلغاء المكاني ولم يتم تشخيصهم بذلك ولم يكن أيضاً ذلك العرض ضمن برنامجهم العلاجي أو التأهيلي. وقد أوصت الدراسة بأهمية إجراء الفحوصات النفسية العصبية والقياسات السيكومترية المتقدمة بما فيها قياس وتشخيص القدرة على إدراك الحيز المكاني ورصد أعراض الإلغاء المكاني في وقت مبكر ليكون ضمن مجال العلاج والتأهيل، ورفع مستوى الوعي بين المتخصصين بأهمية ذلك .

## الأسباب

### سكتة دماغية خُثاريّة أو جلطة دماغية

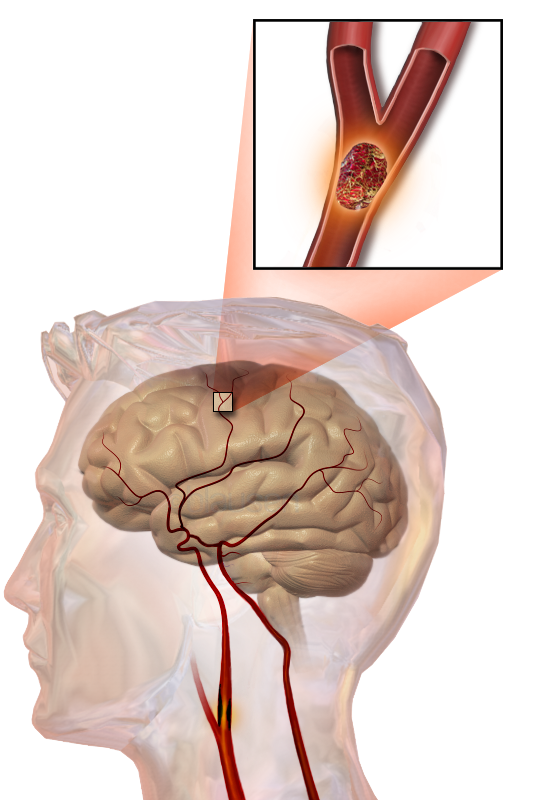
صورة توضيحية لسكتة دماغية صمّيّة، تُظهر انسداد وعاء دموي

في السكتة الدماغية الخثارية عادة ما تتكون خُثارة (جلطة دم) حول لويحات تصلب شرايين عصيدي. لأن انسداد الشريان هو تدريجي، فبداية أعراض السكتات الدماغية الخثارية هي أبطأ نسبة لبداية أعراض السكتات النزفية. الخُثارة نفسها (حتى وإن لا تسد الوعاء الدموي بشكل كامل) قد تؤدي إلى سكتة دماغية صمّيّة (انظر أدناه) إذا كانت تفكّكت الخثارة وانتقلت مع مجرى الدم، وعندها يُطلق عليها اسم صمّة. هناك نوعان من الخثارات التي يمكن أن تسبب السكتة الدماغية:
- مرض الأوعية الكبيرة يتضمّن الشريانين السباتيين الأصليين والسباتيين الباطنين، والشريان الفقري، ودائرة ويليس.[33] تشمل الأمراض التي قد تشكّل خثرة في الأوعية الدموية الكبيرة (بشكل تنازلي حسب شيوعها): تصلب شرياني عصيدي، تضيّق الأوعية (تضيّق الشريان)، وتسلّخ الشريان الأبهر أو السباتي أو الفقري، ومختلف الأمراض الالتهابية التي تصيب جدار الأوعية الدموية (التهاب الشرايين تاكاياسو، والتهاب الشريان ذو الخلايا العملاقة، والالتهاب الوعائي)، واعتلال وعائي غير التهابي، ومرض مويامويا، وخلل التنسج العضلي الليفي.
- مرض الأوعية الصغيرة يتضمّن الشرايين الصغيرة داخل الدماغ: فروع دائرة ويليس، الشريان الدماغي الأوسط، الجذع والشرايين الناجمة من القسم القاصي من الشريان الفقري والشريان القاعدي.[34] تشمل الأمراض التي قد تشكّل خثرة في الأوعية الدموية الصغيرة (بشكل تنازلي حسب شيوعها): التنكس الزجاجي الشحمي (تراكم المواد الدهنية الهيالينية في الأوعية الدموية نتيجة لارتفاع ضغط الدم والشيخوخة) وتنكّس فبريني (السكتة الدماغية التي تنطوي على هذه الأوعية الدموية تُعرف باسم السكتة الدماغية الجوبيّة) وعصائد صغيرة (لويحات تصلب عصيدي صغيرة).[35]

فقر الدم المنجلي، والذي يمكن أن يسبب تكتّل خلايا الدم لتسدّ الأوعية الدموية، يمكنه أن يؤدي إلى السكتة الدماغية. السكتة الدماغية هي السبب الرئيسي الثاني للوفاة في الأشخاص تحت سن الـ 20 الذين يعانون من فقر الدم المنجلي. قد يزيد كذلك تلوّث الهواء من خطر الإصابة بالسكتة الدماغية.

### سكتة دماغية صمّيّة
تشير السكتة الدماغية الصمّيّة إلى انصمام الشريان (انسداد الشريان) على يد صمّة، جسم أو حطام مسافر في مجرى الدم الشرياني قادم من مكان آخر. في معظم الأحيان الصمّة هي خثرة، ولكن ممكن أن يكون عدد من المواد الأخرى بما في ذلك الدهون (على سبيل المثال، من نخاع العظام في عظمة مكسورة)، والهواء، أو خلايا سرطانية، أو كتل من البكتيريا (عادةً من التهاب الشغاف العدوائي).
لأن الصمّة تنشأ من مكان آخر، فالعلاج الموضعي يحلّ المشكلة بشكل مؤقت فقط. وبالتالي، يجب تحديد مصدر الصمة. لأن الانسداد الصمّي هو ذو بداية فجائية، فعادة ما تكون الأعراض حادّة بحدّها الأقصى عند بدايتها. قد تكون الأعراض عابرة أيضًا حيث تتحلل الصمّة جزئيًا وتنتقل أمامًا لموقع آخر أو تتشتت تمامًا.
تنشأ الصمّات بالشكل الأكثر شيوعًا من القلب (وخصوصًا في الرجفان الأذيني) ولكن قد تنشأ من أي مكان آخر في شجرة الشرايين. في الانصمام المتناقض، يتقدم خثار وريدي عميق عن طريق عيب الحاجز الأذيني أو البطيني إلى القلب ومنه إلى الدماغ.
أسباب السكتة الدماغية المرتبطة بالقلب ويمكن تقسيمها بين مرتفعة ومنخفضة المخاطر.

### نقص انسياب الدم في الدماغ
نقص الدم الدماغي هو انخفاض تدفق الدم إلى جميع أجزاء الدماغ. يمكن أن يكون التخفيض لجزء معين من الدماغ حسب السبب. هو الأكثر شيوعًا بسبب قصور القلب الناجم عن السكتة القلبية أو عدم انتظام ضربات القلب، أو انخفاض النتاج القلبي نتيجة احتشاء عضلة القلب، أو الانسداد الرئوي، أو الانصباب التاموري، أو النزيف. نظرًا لأن انخفاض تدفق الدم شامل، فقد تتأثر جميع أجزاء المخ، خاصة مناطق مستجمعات المياه المعرضة للخطر- وهي مناطق حدودية تزودها الشرايين الدماغية الرئيسية. تشير الجلطة في مستجمعات المياه إلى الحالة التي يكون فيها تدفق الدم إلى هذه المناطق معرضًا للخطر. لا يتوقف تدفق الدم إلى هذه المناطق بالضرورة، ولكنه بدلاً من ذلك قد يقل إلى الحد الذي يمكن أن يحدث فيه تلف في الدماغ.

### خُثار وريدي
يؤدي الخثار الوريدي الجيبي المخي إلى السكتة الدماغية نتيجة لارتفاع الضغط الوريدي بشكل موضعي، الذي يتجاوز الضغط التي تولّده الشرايين. هذه السكتات ذو احتمال أكبر لتحوّل نزيفي (تسرّب الدم إلى المنطقة المتضررة) مقارنة بالأنواع الأخرى من السكتات الدماغية.

## النزيف الدماغي
النزيف دماغي هو أحد انماط النزيف الذي يحدث داخل الأنسجة الدماغية مما يُهدد حياة المُصاب، حيث يتسبب النزيف في تلف الخلايا الدماغية. يحدث النزيف الدماغي بين الدماغ وأحد أغشيته، بين الأغشية الدماغية أو بين الجمجمة والغلاف الدماغي.ترتبط الإصابة بالنزيف الدماغي بعدد من العوامل ومنها: - ارتفاع ضغط الدم. - استخدام العقاقير الدوائية المُضادة لتخثر الدم. - اضطرابات الدم. - الأورام. - التعرض لحادث يؤثر في الرأس. - ام الدم (انتفاخ أو ضعف الجدران الشريانية). - التشوهات الوريدية الشريانية.

### السكتة الدماغية الصامتة
هي السكتة الدماغية التي ليس لديها أي أعراض ظاهرية، والمرضى لا يدركون عادة كان لديهم سكتة دماغية. على الرغم من عدم ظهور اعراض السكتة الدماغيه فالسكتة الدماغية الصامتة تقوم بتدمير الدماغ، وتضع المريض في خطر متزايد في هجوم الدماغي اوالسكتة الدماغية الكبرى في المستقبل. وفي المقابل، أولئك الذين لديهم سكتة دماغية كبرى هم أيضاً عرضة للخطر من وجود السكتات الدماغية الصامتة. وفي دراسة واسعة النطاق في عام 1998، قدرت بأكثر من 11 مليون شخص عانوا من سكتة دماغية في الولايات المتحدة. 770,000 من هذه السكتات الدماغية كانت ظهرت عليهم اعراض السكتة الدماغية الكبرى وكان 11 مليون منهم من اصحاب السكتات الصامتة. وعادة ما يسبب السكتات الدماغية الصامتة الآفات التي يتم الكشف عنها من خلال استخدام التصوير العصبي مثل التصوير بالرنين المغناطيسي. وتقدر السكتات الدماغية الصامتة تحدث في خمسة أضعاف معدل ضربات الأعراض. ويزداد خطر السكتة الدماغية الصامتة مع التقدم في السن، ولكن قد تؤثر أيضا على البالغين والأطفال الصغار، ولا سيما مع فقر الدم الحاد.

## الفسيولوجيا المرضية

### السكتة الدماغية الاسكيمية
تحدث السكتة الدماغية بسبب فقدان تدفق الدم إلى جزء من الدماغ، تبدأ بسلسة الإشلال الاسكيمي. تتوقف انسجة الدماغ عن العمل إذا حرمت من الأكسجين لأكثر من 60 إلى 90 ثانية بعد ثلاث ساعات تكون الانسجه قد ماتت أي اصابها احتشاء وتتاثر تلك المنطقة في وظيفتها ويصاب المريض بإصابة لا رجعة فيها (وهذا هو السبب يتم إعطاء الادويه المميته للدم مثل alteplase حتى ثلاث ساعات منذ بداية السكتة الدماغية.) تصلب الشرايين قد يعطل امدادات الدم عن طريق تضييق التجويف الأوعية الدموية مما يؤدي إلى الحد من تدفق الدم، مما يتسبب في تشكيل جلطات الدم داخل الاوعية. ويحدث احتشاء صمي عندما تتشكل الصمات في أماكن أخرى في الدورة الدموية، وعادة في القلب نتيجة الرجفان الأذيني، أو في الشرايين السباتية، ومن ثم يدخل الدورة الدموية الدماغية، ويعمل على تسكير الأوعية الدموية في الدماغ. منذ يتم تسكير الأوعية الدموية في الدماغ، يصبح في الدماغ انخفاض في الطاقة، وبالتالي فإنه يلجأ إلى استخدام الأيض اللاهوائي داخل المنطقة المتاثره بنقص التروية. الأيض اللاهوائي تنتج أقل الأدينوساين ثلاثي (ATP) من الطاقة ولكنه يطلق كل إنتاج الوحدة لطاقة الحمض يسمى حمض اللبنيك. حامض اللبنيك وقد يعمل هذا الحمض على تدمير الخلايا لأنه هو من الأحماض وبالتالي فإن التوازن الحمضي القاعدي في الدماغ قد يتعطل. يشار إلى منطقة نقص التروية باسم «الغبش الدماغي».
يتسبب نقص الأكسجين في فشل عمليات العصبون الطبيعية المسؤولة عن إنتاج ثلاثي فوسفات الأدينوسين (ATP) اللازم لإنتاج الطاقة.
تنتقل الخلايا إلى الأيض اللاهوائي، وتنتج الحمض اللبني.
تفشل مضخات نقل الأيونات التي تعتمد على ثلاثي فوسفات الأدينوسين، مما يتسبب في إزالة استقطاب الخلية، ويسمح للأيونات بما فيها الكالسيوم، (Ca++) بالتدفق إلى الخلية.
لا تتمكن مضخات الأيونات من نقل الكالسيوم خارج الخلية بعد ذلك، وترتفع مستويات الكالسيوم داخل الخلية ارتفاعًا حادًا.
يحفز وجود الكالسيوم إطلاق غلوتومات الناقل العصبي للحمض الأميني الإثاري.
تعمل الغلوتومات على تحفيز مستقبلات إيه إم بي إيه (AMPA) ومستقبلات إن إم دي أيه (NMDA) المنفذة للكالسيوم (Ca++) التي تنفتح لتسمح بدخول المزيد من الكالسيوم إلى الخلية.
يزيد الدخول المفرط للكالسيوم من تهيج الخلية، مما يتسبب في إنتاج الكيماويات الضارة؛ مثل الجذور الكيميائية الحرة وأنواع الأكسجين التفاعلية والإنزيمات التي تعتمد على الكالسيوم مثل الكالبين ونوكليازات الاقتطاع الداخلية والأتبازات (ATPase) والفسفوليبازات في عملية تسمى التسمم الاستثاري. ويمكن للكالسيوم أيضًا أن يتسبب في إطلاق المزيد من الغلوتومات.
بينما تعمل الفسفوليبازات على تحطيم الغشاء الخلوي، فإنه يصبح أكثر نفاذية، ويسمح بتدفق المزيد من الأيونات والكيماويات الضارة إلى داخل الخلية.
تتحطم المتقدرة، مما يتسبب في إطلاق السموم وعوامل الاستماتة إلى داخل الخلية.
يبدأ شلال الاستماتة التي تعتمد على الكاسباز، مما يتسبب في «انتحار» الخلايا.
إذا ماتت الخلية بسبب النخر، فإنها تُطلق الغلوتومات والكيماويات السامة في البيئة المحيطة بها. تتسبب السموم في تسميم العصبونات المجاورة، كما تستطيع الغلوتومات أن تزيد من استثارتها.
عند إعادة إرواء الدماغ، تتسبب مجموعة من العوامل في إصابة إعادة الإرواء.
تزداد الاستجابة الالتهابية، وتبتلع الخلايا البلعمية الأنسجة التالفة التي لازالت قابلة للحياة.
تتسبب الكيماويات الضارة في تدمير الحاجز الدموي الدماغي.
تحدث الوذمة الدماغية (تورم الدماغ) بسبب تسرب الجزيئات الكبيرة، مثل الألبومينات من الأوعية الدموية عن طريق الحاجز الدموي الدماغي التالف. وتتسبب هذه الجزيئات الكبيرة في دخول المياه إلى نسيج الدماغ بعدها عن طريق التناضح. وتتسبب هذه «الوذمة وعائية المنشأ» في ضغط نسيج الدماغ وتدميره. الإسكيمية تحرك أيضاً إنتاج الجذور الحرة للأكسجين وغيرها من أنواع الأكسجين التفاعلي. هذه تتفاعل مع وتضر أيضاً عددا من العناصر الخلوية والخارجية. الأضرار التي لحقت بطانة الأوعية الدموية أو البطانة أمر بالغ الأهمية. في الواقع، يعمل العديد من البروتينات العصبية المضادة للأكسدة مثل حمض اليوريك وNXY-059 على مستوى البطانة وليس في المخ في حد ذاته. تبدأ الجذور الحرة أيضًا بشكل مباشر عناصر من سلسلة موت الخلايا المبرمجة عن طريق إشارات الأكسدة والاختزال.
هذه العمليات هي نفسها بالنسبة لأي نوع من الأنسجة الدماغية ويشار إليها مجتمعة باسم تتالي الدماغية. ومع ذلك، فإن أنسجة المخ معرضة بشكل خاص للإسكيمية لأنها تحتوي على احتياطي تنفسي ضئيل وتعتمد بشكل كامل على الأيض الهوائي، على عكس معظم الأعضاء الأخرى.
بالإضافة إلى أثرها التدميري على خلايا الدماغ، تتسبب ال ischemia and infarction بخسارة السلامة البنيوية لخلايا الدماغ والأوعية الدموية عبر تسببها بإطلاق إنزيمات مثل matrix metalloproteases والتي هي عبارة عن إنزيمات تحتوي الزنك والكالسيوم وتؤدي إلى تكسر الكولاجين، حمض الهيالورونيك، ومكونات أخرى من الأنسجة الضامة. وتسهم إنزيمات متعددة بالإضافة إلى matrix metalloproteases في هذا الأثر التدميري. أما تدمير السلامة البنيوية للأوعية الدموية فيتسبب بانهيار الحاجز الدموي-الدماغي مما يسهم في حدوث الاستسقاء الدماغي والذي يتسبب بدوره في المزيد من الإصابة الثانوية للدماغ.

## النزيفية
يمكن أن يحدث نزيف داخل تجويف الجمجمة لأسباب مختلفة. نزيف تحت الجافية وفوق الجافية هي في معظمها تحدث نتيجة للصدمة. اما السكتات الدماغية النزفية فتحدث داخل الحشوة النسيجيه للدماغ أو مسافات داخل البطين، وتصنف على أساس الأمراض التي تستند إليها. بعض الأمثلة من السكتة الدماغية النزفية هي نزيف الناتج عن ارتفاع ضغط الدم، تمدد الأوعية الدموية، تمزق الناسور AV، تمزق أنيوريسم، والتحول من سكته دماغيه اسكيميه، ونزيف الناتج عن تعاطي المخدرات.
وهي تؤدي إلى اصابة وجرح وتشوه الانسجة الناتجة من ورم دموي أو تجمع دموي التي يعمل على الضغط على الانسجة. وبالإضافة إلى ذلك، يمكن للضغط أن يؤدي إلى فقدان تدفق الدم إلى الأنسجة المتضررة، فان الدم الصادرعن نزيف في الدماغ يبدو أن له تأثيرات سامة مباشرة على أنسجة المخ والأوعية الدموية. فبالتالي يساهم اصابات ثانوية في الدماغ بعد النزف.

## فحص طبي

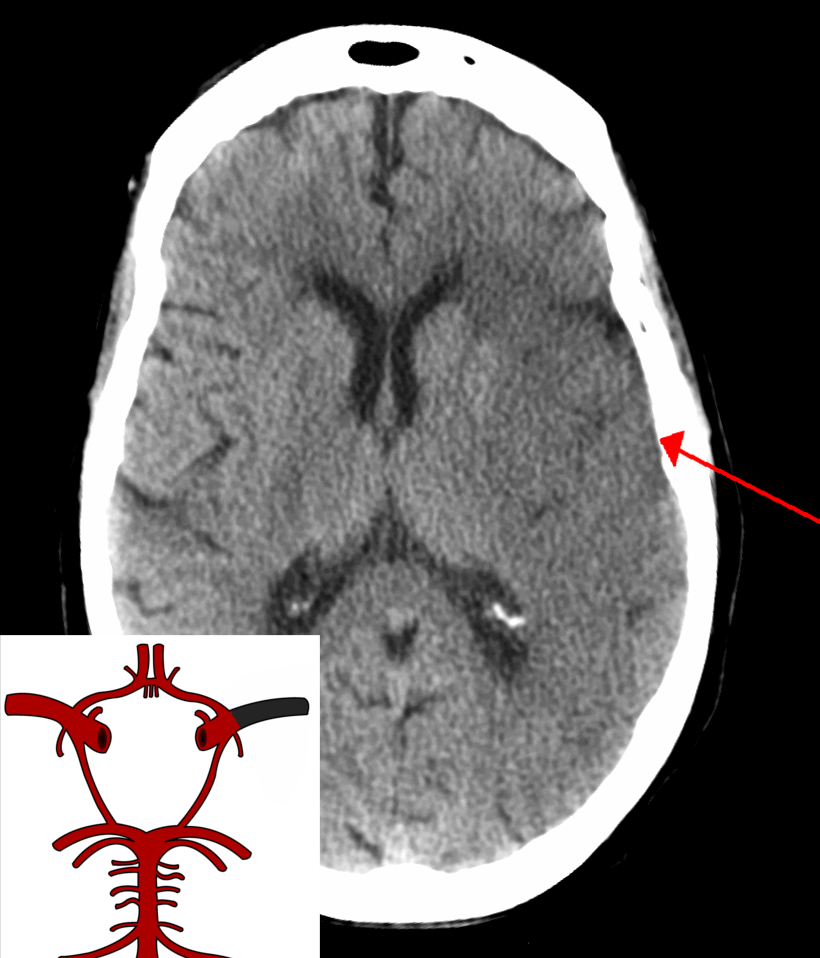
A CT showing early signs of a middle cerebral artery stroke with loss of definition of the gyri and grey white boundary

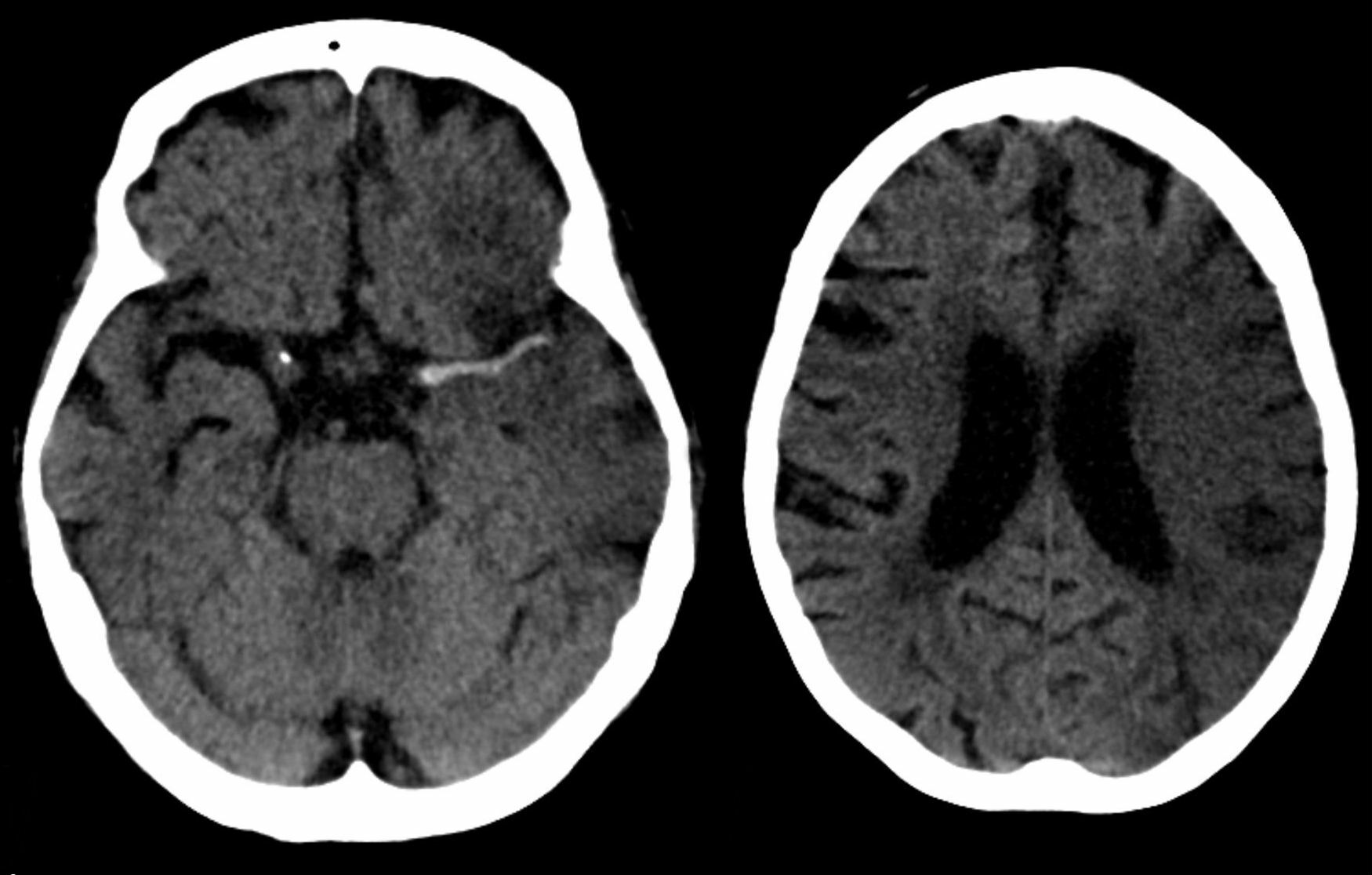
Dens media sign in a patient with middle cerebral artery infarction shown on the left. Right image after 7 hours.

تم تشخيص السكتة الدماغية من خلال عدة أساليب: فحص للجهاز العصبي (مثل NIHSS)، الأشعة المقطعية في (معظم الأحيان دون تحسينات التباين) التصوير بالرنين المغناطيسي، موجات دوبلر فوق الصوتية، والشرايين. تشخيص السريري للسكتة الدماغية، بمساعدة من تقنيات التصوير. تعمل تقنيات التصوير في تحديد الأنواع الفرعية وسبب السكتة الدماغية. لا يوجد هناك حتى الآن أي اختبار دم يستخدم عادة لتشخيص السكتة الدماغية نفسها، على الرغم من اختبارات الدم قد تكون عوناً في معرفة السبب المحتمل من السكتة الدماغية.

### الفحص البدني
بما في ذلك أخذ التاريخ الطبي للأعراض والحالة العصبية، ويساعد على إعطاء تقييم للموقع وشدة السكتة الدماغية.

### التصوير
في الجلطة الدماغيه الاسكيمية
- الأشعة المقطعيه

حساسية = 16٪
خصوصية = 96٪
- التصوير بالرنين المغناطيسي

حساسية = 83٪
خصوصية = 98٪
الجلطة الدماغية النزيفية
- الأشعة المقطعية (بدون تحسينات على النقيض)

حساسية = 89٪
خصوصية = 100
- التصوير بالرنين المغناطيسي

حساسية = 81٪
خصوصية = 100
للكشف عن نزيف مزمن، أشعة الرنين المغناطيسي هو أكثر حساسية. فبالتالي هو أفضل.
لتقييم السكتة الدماغية مستقرة، فحص الطب النووي SPECT وPET / CT قد يكون مفيدا. فحص يعمل على قياس SPECT تدفق الدم إلى المخ وPET مع FDG يحدد النشاط الأيضي للخلايا العصبية.

### تحديد الأسباب الأساسية

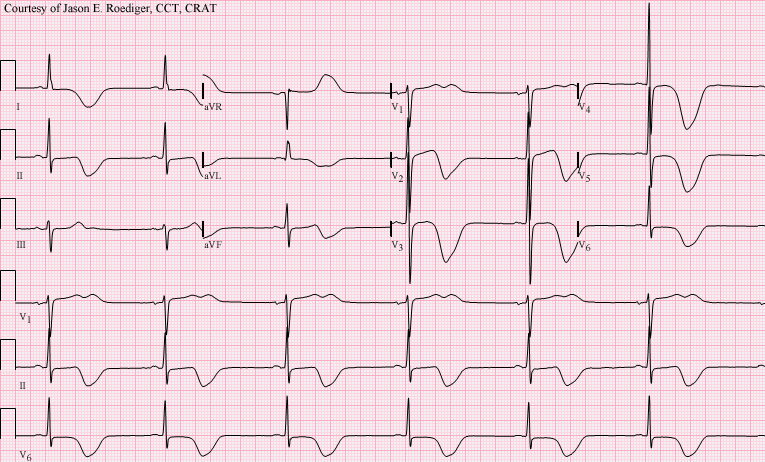
12-lead ECG of a patient with a stroke, showing large deeply inverted الموجة تي (رسم قلب). Various ECG changes may occur in people with strokes and other brain disorders.

عندما يتم تشخيص السكتة الدماغية ويمكن إجراء اختبارات أخرى لتحديد السبب الأساسي. ولابد من تحديد الاسباب للسكتة الدماغيه لضمان العلاج بطريقه صحيحه قد تختلف اختيار الاختبار، لأن سبب السكتة الدماغية يختلف مع تقدم العمر ومن هذه الاختبارات:
- دراسة الموجات فوق الصوتية / دوبلر الشرايين السباتية (للكشف عن تضييق في الشريان السباتي) أو تشريح الشرايين الدماغية.
- رسم القلب (ECG) ومخطط صدى القلب (لتحديد عدم انتظام ضربات القلب والجلطات الناتجة في قلب والتي قد تنتشر في الأوعية الموجوده في الدماغ عن طريق الدم)؛
- جهاز هولتر لمراقبة تخطيط القلب

يقوم هذا الجهاز بمراقبة ضربات القلب وسرعته على مدار 24 ساعة، وهو عبارة عن جهاز بحجم الراديوم يتم وضعه على الخصر، بحيث يتكون ذلك النظام من الأقطاب الكهربائية والكوابل التي تقوم بدورها بمتابعة اضطرابات الضربات على مدار اليوم.
- اختبارات الدم لتحديد ما إذا كان الكولسترول في الدم مرتفع، أو إذا كان هناك اتجاه غير طبيعي للنزف.

بالنسبة للسكتات الدماغية النزفية، قد يكون التصوير المقطعي أو التصوير بالرنين المغناطيسي مع تباين داخل الأوعية قادرًا على تحديد الشذوذ في شرايين الدماغ (مثل تمدد الأوعية الدموية) أو مصادر أخرى للنزيف، والتصوير بالرنين المغناطيسي الهيكلي إذا لم يظهر هذا أي سبب. إذا لم يحدد هذا أيضًا سببًا أساسيًا للنزيف، فيمكن إجراء تصوير الأوعية الدماغية، لكن هذا يتطلب الوصول إلى مجرى الدم عن طريق قسطرة داخل الأوعية ويمكن أن يسبب المزيد من السكتات الدماغية بالإضافة إلى مضاعفات في موقع الإدخال وبالتالي يتم إجراء هذا التحقيق ل حالات محددة. إذا كانت هناك أعراض توحي بأن النزف ربما حدث نتيجة للتخثر الوريدي، يمكن استخدام تصوير الأوردة المقطعية أو التصوير بالرنين المغناطيسي لفحص الأوردة الدماغية.

### التشخيص الخاطئ
بين الأشخاص المصابين بالسكتات الدماغية، يحدث خطأ خاطئ من 2 إلى 26% من الوقت. «الحرباء الدماغية» (SC) هي السكتة الدماغية التي يتم تشخيصها على أنها شيء آخر. الأشخاص الذين لا يعانون من السكتة الدماغية قد يشخصون في تشخيص السكتة الدماغية. يؤدي إعطاء التخثر (تجلط) في مثل هذه الحالات إلى نزيف داخل المخ من 1 إلى 2% من الوقت، وهو أقل من ذلك الذي يصيب الأشخاص المصابين بالسكتات الدماغية. هذا العلاج غير الضروري يزيد من تكاليف الرعاية الصحية. على الرغم من ذلك، تنص إرشادات AHA /ASA على أن البدء بالحقل الوريدي في تقليد محتمل مفضل على تأخير العلاج للاختبار الإضافي. النساء، الأمريكيين من أصل أفريقي، الأمريكيين من أصل أسباني، وجزر آسيا والمحيط الهادئ غالبا ما يتم تشخيصهم بشكل خاطئ لحالة أخرى غير السكتة الدماغية أثناء تعرضهم لسكتة دماغية في الواقع. بالإضافة إلى ذلك، يزيد احتمال إصابة السكتة الدماغية التي تقل أعمارها عن 44 سنة بسبع مرات أكثر من البالغين الذين تزيد أعمارهم عن 75 عامًا. هذا هو الحال خاصة بالنسبة للشباب الذين يعانون من احتشاءات الدورة الدموية الخلفية. استخدمت بعض المراكز الطبية التصوير بالرنين المغناطيسي شديد الحدة في الدراسات التجريبية للأشخاص الذين اعتقدوا في البداية أن لديهم احتمالية منخفضة للإصابة بالجلطة الدماغية. وفي بعض هؤلاء الأشخاص، تم اكتشاف السكتات الدماغية التي عولجت بعد ذلك بأدوية التخثر.

### الفحص والقياس النفس-عصبي / السيكومتري
هناك ما يسمى بالفريق متعدد التخصصات في الرعاية الطبية والتأهيل الطبي للشخص الناجي من السكتات الدماغية. يتخصص كل من. أخصائيو علم النفس العصبي (وخاصة أخصائيون علم النفس العصبي السريري) هم علماء نفس متخصصون في فهم آثار إصابات الدماغ ويمكنهم المشاركة في تقييم مدى شدة الإصابة أو عمل إستراتجيات إعادة تأهيل النفسي العصبي وإدارة برامج التأهيل في استعادة الوظائف المفقودة أو المساعدة في إعادة تعلم المهارات الأساسية والتكيف والعودة بفاعلية إلى المجتمع في تجاوز ومعالجة للمشكلات النفسية والمتعلقة بالمزاج والقدرات الفكرية.
ويعد الرصد والقياس السيكومتري النفسعصبي عن مدى عمق وشدة الضرر الناتج عن السكتة الدماغية أحد أهم وأبرز مهام استشاري القياس النفس عصبي وعلم النفس الإكلينيكي. وبالتالي فإن وجوده ضمن فريق العلاج يعد أمراً جوهريا ووفق التوصيات العلمية العالمية. وبسبب ندرة المتخصصين في العالم العربي في هذا التخصص «علم النفس الإكلينيكي الطبي، علم النفس العصبي الإكلينيكي وعلم النفس التأهيلي الطبي» فإنه من المتوقع أن يفقد المريض فرصة أفضل من الرعاية والمتابعة والتأهيل الدقيق المبني على القياسات السيكومترية.
وهناك دراسات محدودة جداً في الوطن العربي التفتت لهذا الجانب الحيوي في تأهيل المريض، ومنها الدراسة التي قام بها محمد مرعي القحطاني  على اختبار قدرة إدراك الحيز المكاني «اضطراب إلغاء المكان» «إهمال حيزي نصفي» الذي قد يصيب شريحة من المرضى الناجين من الجلطات الدماغية.

## الوقاية
نظرًا لعبئ السكتات الدماغية، تُعتبر الوقاية منها إحدى القضايا الهامة للصحة العمومية. الوقاية الأولية هي أقل نجاعة من الوقاية الثانوية (كما تقرر حسب عدد الأشخاص المطلوب علاجهم لمنع سكتة دماغية واحدة في السنة). تُفصّل التوجيهات الأخيرة حول الأدلّة في الوقاية الأولية في السكتة الدماغية. في أولئك الذين يتمتعون بصحة جيدة، لا يظهر أن الأسبرين مفيد وبالتالي لا يُنصَح به. أما أولئك الذين كان لديهم نوبة قلبية أو الذين لديهن مخاظر قلبية وعائية عالية، فتوفّر الوقاية الأولية بعض الحماية ضد السكتة الدماغية الأولى. أما في أولئك الذين عانوا من سكتة دماغية سابقة، قد يكون العلاج مع الأدوية الأسبرين، كلوبيدوجريل أو ديبيريدامول مفيدًا لهم. تنصح فرقة الخدمات الوقائية الأمريكية بالامتناع عن إجراء الكشف عن تضيّق الشريان السباتي في اللذين دون أعراض.

### عوامل اختطار
عوامل الاختطار القابلة للتعديل الأكثر أهمية بالنسبة للسكتة الدماغية هي ارتفاع ضغط الدم والرجفان الأذيني (على الرغم من أن حجم هذا التأثير صغير: تشير الأدلة من تجارب مجلس الأبحاث الطبية أنه يجب علاج 833 مريض خلال سنة لمنع سكتة دماغية واحدة). تشمل عوامل الاختطار القابلة للتغيير الأخرى ارتفاع مستويات الكولسترول في الدم، وداء السكري، وتدخين السجائر (الفاعل والقسري)، واستهلاك الكحول المفرط، وتعاطي المخدرات، وقلة النشاط البدني، والسمنة، واستهلاك اللحوم الحمراء المصنعة، ونظام غذائي غير صحي. يؤهب تعاطي الكحول لسكتة دماغية إقفارية، ونزف داخل المخ ونزف تحت العنكبوتية عبر طرق متعددة (على سبيل المثال عن طريق ارتفاع ضغط الدم، والرجفان الأذيني، وكثرة الصفيحات الارتدادية، واضطرابات تراكم الصفيحات الدموية واضطرابات التخثر). أما المخدرات، والأكثر شيوعًا الأمفيتامينات والكوكايين، قد تؤدي إلى السكتة الدماغية عن طريق الحاق الضرر بالأوعية الدموية الدماغية أو/و فرط ضغط الدم الحاد.
لا توجد دراسات ذات جودة عالية تظهر فعّالية التدخّلات التي تهدف للحد من الوزن، أو تشجيع ممارسة الرياضة بانتظام، أو الحد من استهلاك الكحول، أو الإقلاع عن التدخين. ومع ذلك، نظرًا لمجموعة كبيرة من الأدلة الظرفية، تشمل المعالجة الطبية الأمثل للسكتة الدماغية النصائح حول النظام الغذائي، والرياضة، واستخدام الدخان والكحول. الدواء أو العلاج بالعقاقير هي الأسلوب الأكثر شيوعًا للوقاية من السكتة الدماغية؛ استئصال باطنة الشريان السباتي يمكن أن تكون طريقة جراحية مفيدة للوقاية من السكتة الدماغية.

#### ضغط الدم
يمثّل فرط ضغط الدم (ارتفاع ضغط الدم) 35% من خطر حدوث السكتة الدماغية. تخفيض ضغط الدم الانقباضي بـ 10 مم زئبق والانبساطي بـ 5 مم زئبق يقلل من خطر السكتة الدماغية بحوالي 40%. وقد تبيّن بشكل قاطع أن خفض ضغط الدم يساهم في منع كل من السكتات الدماغية الإقفارية والنزفية. وهو مهم كذلك في الوقاية الثانوية. ويستفيد حتى المرضى البالغون أكثر من 80 عامًا واللذين بعانون من فرط ضغط الدم الانقباضي المنعزل من العلاج بخافضات ضغط الدم. لا تظهر الأدلة المتوفرة اختلافات كبيرة في الوقاية من السكتات الدماغية بين خافضات ضغط الدم المختلفة - من هنا، ينبغي النظر في عوامل أخرى كالحماية من أشكال أخرى من الأمراض القلبية الوعائية والتكلفة المادية. لم يظهر الاستخدام الروتيني لحاصرات البيتا بعد السكتة الدماغية أو بعد نوبة نقص تروية عابرة أي منفعة.

#### دهنيات الدم
ترتبط مستويات الكولستيرول المرتفعة مع الإصابة بالسكتة الدماغية الإفقارية. وقد أبثث الدراسات أن الستاتينات يقلل من احتمال الإصابة بالسكتة الدماغية بحوالي 15%. ولأن تحليلات تلوية سابقة قد أظهرت أن تناول أدوية تخفيض شحميات دم أخرى لم تخفض احتمال الإصابة بالسكتة، فقد تفعل الستاتينات ذلك عن طريق آليات أخرى غير خفض دهنيات الدم.

#### السكري
يزيد مرض السكري من خطر الإصابة بالسكتة الدماغية بنسبة 2 إلى 3 مرات. بينما أظهرت الدراسات أن السيطرة المكثفة على سكر الدم قد تقلل مضاعفات الأوعية الدموية الصغيرة مثل الفشل الكلوي وتلف شبكة العين، لم تظهر الدراسات انها تقلل مضاعفات الأوعية الدموية الكبيرة مثل السكتة الدماغية.

#### مضادات التخثّر
إن مضادات التخثّر الفموية مثل الوارفارين هي عماد الوقاية من السكتة الدماغية لأكثر من 50 عامًا. بالرغم ذلك، أظهرت عدة دراسات أن الأسبرين والأدوية المضادة للصفيحات فعّآلة للغاية في الوقاية الثانوية بعد سكتة دماغية أو نوبة نقص تروية عابرة. جرعات منخفضة من الأسبرين (على سبيل المثال 75-150 مغ) فعّآلة مثل تناول جرعات عالية ولكن مع أقل آثار جانبية؛ لا تزال الجرعة الفعّآلة الأصغر غير معروفة. الثيينوبريدينات (كلوبيدوجريل، تيكلوبيدين) «قد تكون بفارق طفيف أكثر فعّالة» من الأسبرين وذات أقل خطورة لنزف هضمي، ولكنها أكثر تكلفة. من هنا، يبقى دورها مثيرًا للجدل. التيكلوبيدين مصحوب بمعدّلات أعلى من الطفح الجلدي، والإسهال، وانخفاض الخلايا المتعادلة وفرفرية قليلة صفيحات خثارية. ويُمكن أن يُضاف الديبريدامول للعلاج بالأسبرين لتوفير فائدة إضافية صغيرة، على الرغم من أن الصداع هو أحد الآثار الجانبية الشائعة. جرعة منخفضة من الأسبرين هي كذلك فعّآلة للوقاية من السكتة الدماغية بعد حدوث احتشاء عضلة القلب.
لأولئك المرضى مع الرجفان الأذيني احتمال 5% بالسنة لسكتة دماغية، وهذا الخطر أعلى في أولئك مع الرجفان الأذيني الصمامي. وفقًا لاحتمال الإصابة بالسكتة الدماغية، تُستخدم مضادات التخثر مع الأدوية مثل الوارفارين أو الأسبرين للوقاية. عدا في الأشخاص الذين يعانون من الرجفان الأذيني، لا يُنصح باستخدام مضادات التخثر الفموية للوقاية الأولية من السكتة الدماغية - أي فائدة يقابلها خطر حدوث نزيف.
في الوقاية الأولية، لا تقلل الأدوية المضادة للصفيحات من خطر الإصابة بالسكتة الدماغية ولكنها تزيد من خطر حدوث نزيف كبير. هناك حاجة للمزيد من الدراسات للتحقيق من تأثير وقائي محتمل للأسبرين ضد السكتة الدماغية لدى النساء.

#### الجراحة
قد يُستخدم كل من استئصال باطنة الشريان السباتي أو رأب الوعاء السباتي لإزالة تضيّق تصلّب الشرايين من الشريان السباتي. هناك أدلة تدعم هذا الإجراء في حالات مختارة. لقد أُظهر أن اسئصال باطنة الشريان السباتي في حالة تضّيق كبير هي مفيدة في الوقاية من مزيد من السكتات الدماغية في أولئك الذين عانوا بالسابق من سكتة دماغية. أما استحدام دعّامات الشريان السباتي لم تكن مفيدة بنفس الشكل. ويتم اختيار المرضى لإجراء عملية جراحية بناءًا على الجيل، والجنس، ودرجة التضيّق، والزمن منذ بداية الأعراض، وتفضيلات المريض. الجراحة هي الأكثر فعالية عندما لا يتم تأجيلها طويلًا - احتمال تكرّر السكتة الدماغية عند المريض الذي يعاني من درجة تضيّق 50% وأكثر هي ما يصل إلى 20% خلال 5 سنوات، ولكن استئصال باطنة الشريان فيقللّ هذا الخطر إلى ما يقارب الـ 5%. عدد الإجراءات اللازمة لشفاء مريض واحد هو 5 لعملية جراحية في وقت مبكر (في غضون أسبوعين من السكتة الدماغية الأولية)، و 125 إذا أُجِّلت العملية لأكثر من 12 أسبوع.

#### النظام الغذائي
للنظام الغذائي، وبالتحديد حمية البحر الأبيض المتوسط، قدرة على تقليص الاحتمال للإصابة بالسكتة الدماغية بأكثر من النصف. لا يبدو أن خفض مستويات مستويات الهوموسستيين مع حمض الفوليك يؤثر على خطر الإصابة بالسكتة الدماغية.

### نساء
وقد قدم عدد من التوصيات المحددة للمرأة بما في ذلك تناول الأسبرين بعد الأسبوع ال11 من الحمل إذا كان هناك تاريخ من ارتفاع مزمن في ضغط الدم السابق وأخذ أدوية ضغط الدم أثناء الحمل إذا كان ضغط الدم أكبر من 150 مم زئبق الانقباضي أو أكبر من 100 مم زئبق الانبساطي. خصوصا في النساء اللواتي تعرضن لتسمم الحمل في السابق.

### السكتة الدماغية العابرة أو TIA
يوصى المحافظة على ضغط الدم أقل من 140/90 مم زئبق. يمكن منع تخثر الدم ان يمنع الجلطات المتكررة. ومن بين الأشخاص الذين يعانون من الرجفان الأذينيnonvalvular، يمكن ادويه منع تخثر الدم تقلل السكتة الدماغية بنسبة 60% في حين في حين ان ادويه المضادة للتكون الصفائح يمكن أن تقلل من السكتة الدماغية بنسبة 20٪. ومع ذلك، يشير إلى وجود تحليل تلوي حديث ضرر من مكافحة تجلط الدم بدأت في وقت مبكر بعد السكتة الدماغية الصمية. يتم تحديد العلاج الوقاية من السكتة الدماغية عن الرجفان الأذيني وفقا لCHADS نظام / CHADS2. مضادات التخثر الأكثر استخداما على نطاق واسع لمنع السكتة الدماغية في المرضى الذين يعانون من الرجفان الأذينيهي الوارفارين عن طريق الفم.
مضادات التخثر، عندما تستخدم بعد السكتة الدماغية، لا ينبغي أن يتوقف عند إجراء الأسنان.

## المعالجة

### المعالجة الثقافية للسكتات الدماغية
فهم معتقدات المرضى من السكتة الدماغية أمر هام بالذات في نموذج التدخلات العلاجية الحديثة التي توصي بالكفاءة الثقافية للتعامل مع المرضى. الفهم العلمي المحض للمرض ومسبباته وطريقة علاجه قد لا يتقاسمها المريض مع طبيبه فقد يعتقد المريض أن المسبب شيء آخر وعنصر آخر ثقافي (غير طبي) وبالتالي ينزع المريض إلى إتخاذ قرارات علاجية ثقافية قد لا تتعارض أحياناً مع التدخلات العلاجية الأصيلة من الجانب الطبي، وقد تتعارض معها وبقوة في أحيان أخرى. وخاصة أن النموذج الثقافي الذي يؤثر سلبا قد يتداخل مع الإدارة الطبية للحالات قبل التدخل العلاجي الطبي وأثناء التدخل الطبي ثم يستمر بعده.
لا يعرف الكثير عن معتقدات الناجين من السكتات الدماغية في المجتمعات العربية والسلوكيات المتعلقة بالسكتات الدماغية الخاصة بهم. لكن هناك دراسات محدودة وقد تكون جوهرية لانطلاقة في بحث وإدراك العنصر الثقافي لفهم وعلاج السكتات الدماغية في البيئة العربية. من هذه الدراسات ما قام به محمد مرعي القحطاني  على عينة من الناجين من الجلطات وتتبع مسيرة مرضهم وتاريخ الحالة لديهم، منطلقا من فهم المسببات التي كانت تفهم أحيانا على أنها مشكلة بايولوجية محضة وفي أحيان أخرى كانت تفهم على أنها مشكلة سلوكية صحية أو ثقافية بامتياز، مثلا أن السكتة الدماغية سببها سلوك الحياة اليومي الغير صحي، أو أن السكتة سببها الحسد والعين. وكان يترتب على ذلك الفهم تدابير علاجية يتخذها المريض وأسرته لدعم العلاج والتعافي: مثلاً تحسين جودة الحياة فيما يخص الفهم السلوكي الصحي للجلطة، بينما قد يكون الذهاب إلى المعالج الشعبي، بما فيها الكوي كي (طب) في تلك الحالات المتضمنة سببا ثقافيا محضا. أوصت الدراسة في ختامها بالأخذ بالتوصيات العلمية العالمية والمؤكدة على أهمية الفهم والإدارة الطبية لحالات المرضى ضمن توازن وفهم مع المدرك الثقافي وبما يعزز معايير الكفائة الثقافية وإدارة الحالات المرضية بفاعلية ولحماية المرضى من الانخراط في تدخلات علاجية غير مثبته علميا وغير معروفة العواقب .
أوصت الدراسات إلى ضرورة تقديم برامج متقدمة للعناية بـصحة الفم كجزء من عملية إعادة تأهيل مرضى السكتة الدماغية والتي تقدم في العيادة الخارجية لتقليل اللويحة السنية ونزف اللثة.

#### سكتة دماغية إقفارية
يهدف العلاج النهائي إلى إزالة الانسداد عن طريق كسر الجلطة (انحلال الخثرة)، أو عن طريق إزالتها ميكانيكيًا (استئصال الصمّة). وقد تم تلخيص الفرضية الفلسفية الكامنة من وراء أهمية التدخل السريع في السكتة الدماغية على النحو «الوقت هو الدماغ!» في أوائل التسعينيات من القرن العشرين. وبعد سنوات، أُثبتت نوعيًّا وكميًّا، أن الاستعادة السريعة لتدفق الدم الدماغي إلى خلايا المخ يقلل عدد خلايا المخ الميتة.
المُوازنة المكثّفة لسكر الدم في الساعات القليلة الأولى لا تُحسّن النتائج وقد تسبب ضررًا. وكذلك لا يتم خفض ضغط دم مرتفع لأنه كذلك لم يظهر أن يكون مجديًا.

#### وحدة السكتة الدماغية
من الناحية المثالية، يتم قبول الأشخاص الذين أصيبوا بالسكتة الدماغية في «وحدة السكتة الدماغية»، أو جناح أو منطقة مخصصة في مستشفى يعمل فيه ممرضات وأخصائيون ذوو خبرة في علاج السكتة الدماغية. لقد ثبت أن الأشخاص الذين تم قبولهم في وحدة السكتة الدماغية لديهم فرصة أكبر للبقاء على قيد الحياة مقارنة بأولئك الذين يتم إدخالهم في أماكن أخرى في المستشفى، حتى لو كان الأطباء يتلقون الرعاية لهم دون خبرة في السكتة الدماغية.

#### إعادة تأهيل
إعادة تأهيل السكتة الدماغية هي العملية التي يخضع بها الأشخاص الذين يعانون من السكتات الدماغية المعطلة للعلاج لمساعدتهم على العودة إلى الحياة الطبيعية قدر الإمكان من خلال استعادة مهارات الحياة اليومية وإعادة تعلمها. ويهدف أيضًا إلى مساعدة الناجين على فهم الصعوبات والتكيف معها، ومنع المضاعفات الثانوية وتثقيف أفراد الأسرة للعب دور داعم. عادةً ما يكون فريق إعادة التأهيل متعدد التخصصات حيث أنه يشتمل على موظفين ذوي مهارات مختلفة يعملون معًا لمساعدة المريض. يشمل هؤلاء الأطباء المدربين في مجال طب إعادة التأهيل، والصيادلة الإكلينيكيين، وطاقم التمريض، وأخصائيي العلاج الطبيعي، والمعالجين المهنيين، وأخصائيي النطق واللغة، وأطباء تقويم الأسنان. قد تشمل بعض الفرق أيضًا علماء نفس وأخصائيين اجتماعيين، حيث أن ثلث المصابين على الأقل يظهرون اكتئاب ما بعد السكتة الدماغية. قد يتم استخدام أدوات تم التحقق من صحتها مثل مقياس بارثل لتقييم احتمال تمكن مريض السكتة الدماغية من التدبير في المنزل بدعم أو بدون دعم لاحق للخروج من المستشفى. تعد الرعاية التمريضية الجيدة أمرًا أساسيًا في الحفاظ على العناية بالبشرة والتغذية والترطيب وتحديد المواقع ومراقبة العلامات الحيوية مثل درجة الحرارة والنبض وضغط الدم. إعادة تأهيل السكتة الدماغية تبدأ على الفور تقريباً. بالنسبة لمعظم الأشخاص الذين يعانون من السكتة الدماغية، فإن العلاج الطبيعي (PT)، والعلاج المهني (OT) وعلم أمراض النطق واللغة (SLP) هما حجر الزاوية في عملية إعادة التأهيل. في كثير من الأحيان، قد تكون التكنولوجيا المساعدة مثل الكراسي المتحركة والمشاة والعصا مفيدة. يمكن تحسين العديد من مشكلات التنقل من خلال استخدام أجهزة تقويم القدم الكتلية. لدى PT و OT مجالات خبرة متداخلة؛ ومع ذلك، يركز حزب العمال على مجموعة مشتركة من الحركة والقوة من خلال أداء التمارين وإعادة تعلم المهام الوظيفية مثل التنقل في السرير، ونقل، والمشي وغيرها من وظائف المحرك الإجمالي. يمكن لأخصائيي العلاج الطبيعي أيضًا العمل مع المرضى لتحسين الوعي واستخدام الجانب المفلوجي. تتضمن إعادة التأهيل العمل على القدرة على إنتاج حركات قوية أو القدرة على أداء المهام باستخدام الأنماط العادية. غالبًا ما يركز التركيز على المهام الوظيفية وأهداف الناس. أحد الأمثلة التي يستخدمها أخصائيو العلاج الطبيعي لتعزيز التعلم الحركي تتضمن العلاج بالحركة الناجم عن القيود. من خلال الممارسة المستمرة، يتعلم المريض استخدام الطرف المفلجي وتكييفه أثناء الأنشطة الوظيفية لخلق تغييرات دائمة. تشارك OT في التدريب للمساعدة في إعادة تعلم الأنشطة اليومية المعروفة باسم أنشطة الحياة اليومية (ADLs) مثل الأكل والشرب وارتداء الملابس والاستحمام والطهي والقراءة والكتابة والاستحمام. يعد علاج النطق واللغة مناسبًا للأشخاص الذين يعانون من اضطرابات إنتاج الكلام: خلل النطق وفقدان الكلام، فقدان القدرة على الكلام، ضعف التواصل المعرفي، ومشاكل البلع. قد يعاني المرضى من مشكلات معينة، مثل عسر البلع، والتي يمكن أن تسبب انتقال المواد المبتلعة إلى الرئتين وتسبب الالتهاب الرئوي الطموح. قد تتحسن الحالة مع مرور الوقت، ولكن في غضون ذلك، قد يتم إدخال أنبوب معدي معوي، مما يتيح إعطاء الطعام السائل مباشرة إلى المعدة. إذا كان البلع لا يزال غير آمن، يتم تمرير أنبوب استئصال المعدة عن طريق الجلد (PEG) عن طريق الجلد ويمكن أن يظل هذا غير محدد. غالبًا ما يتضمن علاج التشنج المرتبط بالسكتة الدماغية عمليات تعبئة مبكرة، يتم إجراؤها عادةً بواسطة أخصائي علاج طبيعي، بالإضافة إلى استطالة العضلات التشنجية وتمتد بشكل مستمر عبر أوضاع مختلفة. غالبًا ما يتم تحقيق التحسن الأولي في نطاق الحركة من خلال الأنماط الدورانية الإيقاعية المرتبطة بالطرف المصاب. بعد أن يتحقق المعالج مجموعة كاملة، يجب وضع الطرف في المواضع المطولة للحيلولة دون حدوث مزيد من التقلصات، وانهيار الجلد، والتخلص من الأطراف باستخدام الجبائر أو الأدوات الأخرى لتثبيت المفصل. ثبت أن البرد على شكل لفائف ثلج أو عبوات ثلجية يقلل من التشنج لفترة وجيزة عن طريق تخفيف معدلات إطلاق النار العصبي مؤقتًا. التحفيز الكهربائي للعضلات أو الاهتزازات المضادة قد استخدم أيضًا مع بعض النجاح.

### الإدارة الذاتية
يمكن أن تؤثر السكتة الدماغية على القدرة على العيش بشكل مستقل وبجودة عالية. برامج الإدارة الذاتية هي تدريب خاص يقوم بتثقيف الناجين من السكتة الدماغية حول السكتة الدماغية وعواقبها، ويساعدهم على اكتساب المهارات اللازمة لمواجهة تحدياتهم، ويساعدهم على تحديد وتحقيق أهدافهم الخاصة أثناء عملية الشفاء. تُصَمَّم هذه البرامج للجمهور المستهدف، ويقودها شخص مدرب وخبير في السكتة الدماغية وعواقبه (الأكثر شيوعًا بين المحترفين، ولكن أيضًا الناجين من السكتة الدماغية والأقران). ذكرت مراجعة 2016 أن هذه البرامج تحسن نوعية الحياة بعد السكتة الدماغية، دون آثار سلبية. شعر الأشخاص المصابون بالسكتة الدماغية بمزيد من التمكين والسعادة والرضا عن الحياة بعد المشاركة في هذا التدريب.

#### إنحلال الخثرة
إنحلال الخثرة، مثل عن طريق استخدام منشّط البلازمينوجين النسيجي (rtPA)، في السكتة الدماغية الإقفارية الحادة، عندما يُعطى في غضون 3 ساعات من ظهور الأعراض ينتج باستفادة شاملة 10% فيما يتعلّق للبقاء دون إعاقة. ولكنه، رغم ذلك، لا يحسّن فرص البقاء على قيد الحياة. الفائدة هي أكبر كلما تم استخدامها في وقت مبكّر أكثر. بين الثلاث ساعات والأربع ساعات ونصف فإن آثارها أقل وضوحًا.

## علم الأوبئة
| no data <250 250-425 425-600 600-775 775-950 950-1125 | 1125-1300 1300-1475 1475-1650 1650-1825 1825-2000 >2000 |

معدل السنة الحياتية للإعاقة for cerebral vascular disease per 100,000 inhabitants in 2004.
no data
<250
250-425
425-600
600-775
775-950
950-1125
1125-1300
1300-1475
1475-1650
1650-1825
1825-2000
>2000

تعتبر السكتة الدماغية السبب الثاني الأكثر شيوعاً للوفاة في العالم في عام 2011، وهو ما يمثل 6.2 مليون حالة وفاة (~ 11% من المجموع). واصيب ما يقرب من 17 مليون شخص لسكتة دماغية في عام 2010 بالاضافه إلى 33 مليون شخص في السابق بجلطة دماغية وكانو لا يزالون على قيد الحياة. بين عامي 1990 و 2010 يقل عدد المصابين بالسكتات الدماغية بنحو 10% في الدول المتقدمة وزيادة بنسبة 10% في العالم النامي. وعموما، أكثر من ثلثي المصابين السكتات الدماغية من اعمار65 عاما. في جنوب آسيا يواجهون مخاطر كبيرة لا سيما للسكتة الدماغية، وهو ما يمثل 40% من وفيات السكتة الدماغية العالمية.
تاتي بعد أمراض القلب والسرطان. السكتة الدماغية في الولايات المتحدة هو السبب الرئيسي للإعاقة، ويعتبر مؤخرا رابع سبب رئيسي للوفاة.
تزايد حدوث السكتة الدماغية بشكل كبير من اعمار 30 عاما، والمسببات تختلف حسب العمر. تقدم السن هو واحد من أهم العوامل لحدوث السكتة الدماغية. 95% من السكتات الدماغية تحدث في الأشخاص الذين تتراوح أعمارهم 45 فما فوق، وثلثي السكتات الدماغية تحدث في تلك فوق سن ال 65.
ان وجود مخاطر تعرض الشخص للوفاة إذا كان أو كانت لديه سكتة دماغية يزيد أيضا مع التقدم في السن. ومع ذلك، يمكن أن تحدث السكتة الدماغية في أي سن، بما في ذلك في مرحلة الطفولة.
الرجال بنسبه 25% أكثر عرضة للمعاناة من السكتات الدماغية أكثر من النساء، حتى الآن 60% من الوفيات الناجمة عن السكتة الدماغية تحدث عند النساء. تنطبق بعض العوامل التي تؤثر في السكتة الدماغية عند النساء هي الحمل والولادة، وانقطاع الطمث.

## تاريخ

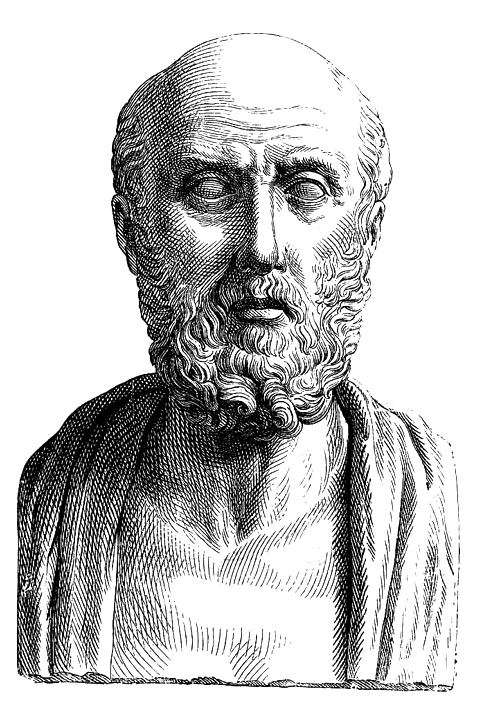
أبقراط هو أول من وصف الشلل المفاجئ المرتبط عادةً بالسكتة الدماغية

تم الإبلاغ عن حالات من السكتة الدماغية والسكتة الدماغية العائلية منذ الألف الثاني قبل الميلاد وصاعدًا في بلاد ما بين النهرين القديمة وبلاد فارس. كان أبقراط (460 حتى 370 قبل الميلاد) أول من وصف ظاهرة الشلل المفاجئ الذي عادة ما ترتبط بنقص التروية.

## الدوار عند الاستيقاظ
من يستيقظ ويشعر بأن عنده دوخة أو أن الأشياء تدور من حوله، فعليه البقاء أولا مستلقيا في السرير، مثلا لمدة دقيقة ونصف. ثم يجلس باحتراس على حافة السرير لمدة دقيقة ونصف أخرى، يرفع خلالها رأسه مائلة قليلاً إلى أعلى بحيث ينظر إلى حافة التقاء الحائط أمامه مع السقف. من المفترض أن تزول الدوخة. فإذا لم تزول فعليه الاهتمام والذهاب إلى الطبيب لمعرفة سبب الدوخة؛ فقد يكون السبب وخيما كما في حالة سكتة دماغية.

## وصلات خارجية
- سكتة دماغية على مشروع الدليل المفتوح
- المعهد الوطني للاضطرابات العصبية والسكتة (بالإنجليزية)